# آرتور هاتلینگ
آرتور هاتلینگ (انگلیسی: Arthur Hotaling؛ ۳ فوریه ۱۸۷۳ – ۱۳ ژوئیه ۱۹۳۸) کارگردان و تهیه‌کننده فیلم اهل ایالات متحده آمریکا بود. وی بین سال‌های ۱۹۱۰ تا ۱۹۲۸ میلادی فعالیت می‌کرد.

## گزیدهٔ فیلم‌شناسی
- چه کار آسانی
- یک فاجعه وحشتناک
- در پایکس‌ویل روی داد
- گاس و آشوب‌طلبان
- کلاه جن‌زده
- غول آدم‌خوار
- انتخاب او
- رویارویی موفقیت‌آمیز
- دستگیری بد بیل
- ارثیه متیلدا
- خواهر دوقلو
- ایمنی افتضاح
- هدف کوپیدو
- اسپاگتی با مد روز
- ساده‌لوح و ندیمه
- آنچه فراموش کرد
- خاله چارلی
- پپه‌ها در ساحل
- پسرک مادر
- بابای همشون
- او شلوارش را می‌خواست
- منظور، آن دیگری بود
- دیدار پُرهزینه
- شرافت پلیس
- کین‌خواهی برای تام
- عشق، دلیل ازدواج او بود
- نامه غیرقابل تحویل
- دختر قاچاقچی
- ماجرای یک ابله
- وقتی بازیگر ناشی بازمی‌گردد
- سنجاق شانس میاره
- ارثیه دخترک خدمتکار
- ربودن کودک
- روزهای مدرسه پسرک
- آنها شبیه به هم بودند
- هرگز خیلی پیر نیست
- هشدار سبز
- بابای زرنگ
- خوشامدگویی به عمه
- بهبودی ناگهانی‌اش
- او کار می‌خواست
- آنان قایقی خریدند
- کرم‌ها حمله خواهند کرد
- عاشقانه‌ای در بروئری‌تاون
- درمان با هوای تازه
- عروس ربوده‌شده
- حرکتش طولانی باد
- یک سوگنامه تانگو
- به‌خاطر دو سنجاق سینه
- او برنده یک مزرعه شد
- اختراع ادیسون باگ
- کابوی‌های خاص
- چه کسی هات‌داگ‌ها را دزدید؟
- جیمز حسود
- ترقی خانواده جانسون
- زمان خانه‌تکانی
- آپارتمان‌های قاتی پاتی
- شراب سیب عالی
- بچهٔ برنده
- افروختن یک آتش